# Bernhard von Mutius
Bernhard von Mutius (* 7. Mai 1949 in Heidelberg) ist deutscher Sozialwissenschaftler, Philosoph, Strategieberater und Autor.

## Leben
Der Sohn des Studentenpfarrers Albrecht von Mutius, zeitweilig auch Ordensdekan des Johanniterordens, und dessen Frau Eleke von Veltheim, Tochter der Erna Sommer und des Offiziers Burghardt von Veltheim, wuchs in Heidelberg und Bad Godesberg auf und besuchte das humanistische Beethoven-Gymnasium in Bonn. Er studierte politische Wissenschaften, Geschichte und Philosophie in Marburg und war in den 1970er Jahren in der Studentenbewegung aktiv, unter anderem als Vorstandsmitglied des Verbands Deutscher Studentenschaften (VDS). Im Anschluss an seine Promotion Die Rosa-Luxemburg-Legende an der Johann Wolfgang Goethe-Universität Frankfurt am Main führte er zunächst diverse Lehrtätigkeiten mit den Schwerpunkten europäische Ideengeschichte und Geschichte der Wissenschaften aus.
Seit Anfang der 1980er Jahre arbeitet Bernhard von Mutius als selbständiger Führungscoach und Berater für zahlreiche deutsche und internationale Firmen. 1989 gründete er das interdisziplinäre Bergweg-Forum Denken der Zukunft e. V., dessen Vorsitzender er bis heute ist. Mitwirkende dieses Forums waren Wissenschaftler und Philosophen wie Francisco Varela, Humberto Maturana, Heinz von Foerster und Carl Friedrich von Weizsäcker.
1995 war er Mitbegründer des Corporate-Citizenship-Netzwerks „Unternehmen: Partner der Jugend“ (UPJ). Im gleichen Jahr rief er – gemeinsam mit Hans-Jörg Bullinger und dem Fraunhofer-Institut IAO – die Stuttgarter Management-Symposien ins Leben. Seit 1999 konzipiert er als wissenschaftlicher Berater die „Johannisberger Gespräche“ und andere Dialoge zwischen Wissenschaft, Wirtschaft und Kultur sowie Zukunftsforen zur Vermittlung von interdisziplinärem Denken und neuem Führungswissen. Er entwickelt strategische Projekte und innovative Formate für Unternehmen und soziale Organisationen. Er ist Senior Advisor an der HPI School of Design Thinking in Potsdam, Gründungsmitglied des „New Club of Paris“ und des Netzwerks „Denkwerk Zukunft – Stiftung kulturelle Erneuerung“. Neben seinen Innovations- und Beratungsprojekten sowie ehrenamtlichen Tätigkeiten arbeitet er in verschiedenen Beiräten, unter anderem für die Zeitschrift Internationale Politik der Deutschen Gesellschaft für Auswärtige Politik (DGAP) und für die Club of Rome Schulen. Er ist Verfasser zahlreicher Publikationen über den Wandel von der Industrie- zur Wissensgesellschaft und damit verbundener Erneuerungsprozesse in Wirtschaft und Gesellschaft.

## Werke (Auswahl)
Bücher:
- Die Rosa-Luxemburg-Legende. Band I. Verlag Marxistische Blätter, Frankfurt am Main 1978, ISBN 3-88012-545-7.[5]
- Die Kunst der Erneuerung: was die Erfolgreichen anders machen. 12 Gebote des Gelingens. Campus Verlag, Frankfurt a. M., New York 1995, ISBN 978-3-593-35267-1.
- Die Verwandlung der Welt: ein Dialog mit der Zukunft. Klett-Cotta, Stuttgart 2001, ISBN 978-3-608-94271-2.
- Die andere Intelligenz. Wie wir morgen denken werden. Ein Almanach neuer Denkansätze aus Wissenschaft, Gesellschaft und Kultur. Klett-Cotta, Stuttgart 2004, ISBN 978-3-608-94085-5.
- Kopf oder Zahl : gewinnen oder verspielen wir unsere Zukunft? Klett-Cotta, Stuttgart 2007, ISBN 978-3-608-94453-2.
- Disruptive Thinking. Das Denken, das der Zukunft gewachsen ist. Gabal Verlag, Offenbach 2017, ISBN 978-3-86936-790-3.
- Disruptive Thinking. Work-& Playbook. Gabal Verlag, Offenbach 2019, ISBN 978-3-86936-932-7.
- Habe Mut. Flugschrift neue Aufklärung. Winfried Kretschmer im Gespräch mit Bernhard von Mutius. Change X, Erding 2021, ISBN 978-3-943227-04-8.
- Über Lebenskunst in ungewissen Zeiten. Gabal Verlag, Offenbach 2023, ISBN 978-3-96739-144-2.

Aufsätze:
- Wider den Spontaneismus. In: Facit. Nr. 32, Dezember 1973, S. 41 ff.
- Dichtung und Wahrheit in der Gewerkschaftsgeschichte. In: Streit um das Buch: „Geschichte der deutschen Gewerkschaftsbewegung“. o. O. ca. 1979, S. 123–44.Inhaltsverzeichnis
- Wert plus Werte: Zukunftsfähigkeit. In:Andreas Grosz, ORGATEC: Living at work: Trendbuch Leben und Arbeiten in der Zukunft. Hanser, München/Wien 2004, ISBN 978-3-446-22914-3.

- Deutschland als lernende Nation. Abgerufen am 25. Dezember 2011. In: Internationale Politik. 10/2005.

- Rethinking Leadership in the Knowledge Society. In: Ahmed Bounfour: Intellectual capital for communities nations, regions, and cities. Elsevier Butterworth-Heinemann, Amsterdam, Boston 2005, ISBN 978-0-7506-7773-8.

## Genealogie
- Walter von Hueck, Friedrich Wilhelm Euler. Et al.: Genealogisches Handbuch der Adeligen Häuser / B (Briefadel nach 1400 nobilitiert) 1980, Band XIII, Band 73 der Gesamtreihe GHdA, Hrsg. Ausschuss für adelsrechtliche Fragen der deutschen Adelsverbände in Gemeinschaft mit dem Deutschen Adelsarchiv, C. A. Starke Verlag, Limburg an der Lahn 1980, ISSN 0435-2408, S. 286–287.